# Kysten fra Aggersund til Bygholm Vejle
Kysten fra Aggersund til Bygholm Vejle este o arie protejată (arie de protecție specială avifaunistică — SPA) din Danemarca întinsă pe o suprafață de 1.659 ha, integral pe uscat.

## Localizare
Centrul sitului Kysten fra Aggersund til Bygholm Vejle este situat la coordonatele 57°00′45″N 9°11′44″E / 57.0125°N 9.195556°E.

## Înființare
Situl Kysten fra Aggersund til Bygholm Vejle a fost declarat arie de protecție specială avifaunistică în mai 1983 pentru a proteja 10 specii de animale.

## Biodiversitate
Situată în ecoregiunea atlantică, aria protejată nu include niciun habitat protejat.
La baza desemnării sitului se află mai multe specii protejate de  păsări (10): gâscă cu cioc scurt (Anser brachyrhynchus), Branta bernicla hrota, Calidris alpina schinzii, Cygnus columbianus bewickii, lebădă de iarnă (Cygnus cygnus), bătăuș (Philomachus pugnax), ploier auriu (Pluvialis apricaria), ciocântors (Recurvirostra avosetta), Sterna paradisaea, călifar alb (Tadorna tadorna).